# Waterloo Records
Waterloo Records — музыкальный магазин в Остине, штат Техас. Открылся 1 апреля  1982 года.  Эксперты называют его одним из величайших магазинов по продаже звукозаписей в США. Издание BuzzFeed однажды признало его лучшим в мире. Предлагает покупателям множество вариантов звуковых носителей с исполнителями в различных жанрах.
Основал бизнес Джон Кунц с партнёром. Название происходит от деревни, которая располагалась на территории современного Остина ранее. С 1984 магазин располагался в одном помещении. Сразу после открытия в магазине работало всего несколько человек. В первый год читатели Austin Chronicle признали его лучшим музыкальным магазином города. С тех пор он ежегодно удостаивается этого звания. С первых дней посетители могли прослушивать записи в магазине перед покупкой. Политика магазина позволяла вернуть любой носитель в течение десяти дней после покупки по любой причине. В двадцать первом веке в нём работает пятьдесят сотрудников. Сперва в Waterloo Records продавались только виниловые пластинки, но позже в ассортименте появились другие носители. Кунц выкупил долю партнёра через несколько лет после открытия и стал единственным владельцем. Живые выступления в магазине проводили: Sonic Youth, Nirvana, Spoon, Стив Эрл, My Morning Jacket, Cheap Trick, My Bloody Valentine, Sebadoh, Queens of the Stone Age, Нора Джонс,  The Shins, Animal Collective, Grizzly Bear, The Black Angels, St. Vincent и другие.